# 王永泉
王 永泉（おう えいせん、1881年 - 1940年 〈民国29年〉 8月30日）は、清末民初の軍人。北京政府では安徽派と目される。後に中華民国臨時政府、南京国民政府（汪兆銘政権）華北政務委員会に参加した。字は百川、伯川。祖籍は江蘇省。

## 事績

### 初期の活動
1902年（光緒28年）、日本に留学し、成城学校を経て陸軍士官学校第4期工兵科で学ぶ。卒業して帰国後、湖北陸軍特別学校工兵教官。新建陸軍第8鎮参議に異動した李克果の後任で王永泉は工兵第8営管帯（大隊長）となる。
工兵管帯としての王永泉は、（軽）汽球隊や橋梁隊といった兵種を創設したという。前者については中国史上初の航空軍事組織とされており、当時の清朝が日本から購入した山田式気球2基の内1基が工兵第8営に配備され、王自らが新たに編成された気球隊の隊長となっている。 武昌起義勃発時、王は永平秋操（軍事演習）に赴いており、督隊官の阮栄発に管帯代理を任せていたため難を逃れた。また、この時の王は段祺瑞から演習での成果を賞賛され、後に安徽派に加わるきっかけとなった。
中華民国成立後の1913年（民国2年）に北京政府で陸軍部技正、陸軍工兵上校を歴任する。1917年（民国6年）9月20日に湖南督軍公署参謀長（湖南督軍：傅良佐）を経て、同年中に奉天陸軍司令部副官長兼補充旅旅長となった。

### 福建における抗争
1918年（民国7年）1月29日、王永泉は第24混成旅旅長に任命され、福建省に移駐する。1921年（民国10年）4月1日、陸軍中将銜を加えられた。1922年（民国11年）10月、王は安徽派の徐樹錚や南方政府の許崇智と結び、直隷派に接近した福建督軍李厚基を省から駆逐する。王は福建に軍政制置府を設立し、福建総撫兼省長を自称した。しかし王らによる福建省内の完全な統制はならず、まもなく制置府は廃止された。同月7日には第24混成旅旅長の官職をいったん褫奪されたが、まもなく同旅旅長に返り咲いたと見られる（年月日は不明）。
翌1923年（民国12年）3月20日、直隷派の孫伝芳が督理福建軍務善後事宜になると、王永泉は幇弁福建軍務善後事宜に任命され、福建省第2位の軍人としての地位を得た。4月23日、建安護軍使を兼ねたがまもなく廃止となり、5月21日、興泉護軍使を改めて兼ねている。8月23日、陸軍中将に任命され、陸軍上将銜を兼ねた。9月18日、溥威将軍に特任されている。
翌1924年（民国13年）に入ると孫伝芳と王永泉の権力闘争が激化し、王は延平に拠って「福建独立」を宣言、孫に挑戦する。しかし同年3月には孫に敗北し、下野に追い込まれた。これに伴い王は、福建省での地位も第24混成旅旅長の地位も全て喪失した。その後しばらくは在野で逼塞することになる。

### 親日政権での動向
1937年（民国26年）12月、中華民国臨時政府が成立すると、王永泉はこれに参加する。翌1938年（民国27年）1月1日、王は治安部次長に任ぜられ、部長の斉燮元を補佐した。1940年（民国29年）3月30日、南京国民政府（汪兆銘政権）に臨時政府が合流し、華北政務委員会に改組される。同年4月11日、王永泉は国民政府中央の軍事委員会委員に任命され、5月4日には華北政務委員会で治安総署署長代理（治安総署督弁：斉燮元）を兼任となった。
同年8月30日、王永泉は北京特別市で死去した。享年60。9月10日、治安総署参事代理の杜錫鈞が後任の署長代理に昇進している。